# 비번역 DNA
비번역 DNA(영어: non-coding DNA, ncDNA)는 생물체에서 단백질을 부호화하지 않는 DNA의 구성 요소이다. 주로 비번역 RNA에 유전 정보를 전사하거나 조절 서열에 따라 단백질 및 스캐폴드 부착 부위, 동원체, 말단소체를 번역하는 역할을 담당한다. 비부호화 DNA나 비암호화 DNA라고도 한다.

## 정크 DNA
1960년대의 조사 결과로 인해 상당수의 비번역 DNA가 단백질을 합성하는 데에 관여하지 않거나 하지 못하는 등 유전자로 작용하지 않는 것으로 밝혀졌으며, 이러한 비번역 DNA는 정크 DNA라는 용어로 잘못 오해되어 지칭되기도 했었다.
인간의 경우 전체 DNA 중에서 비번역 DNA가 차지하는 부분은 약 97.5% 전후 정도라고 알려져 있으며, 왜 이러한 DNA가 존재하는지, 또 이러한 DNA의 역할이 무엇인지 이해하지 못했으나 현재에는 엑손과 인트론의 역할 등이 밝혀지면서 유전자 발현에 있어서 그 기능성과 중요성이 이해되기 시작했다.
한편 "Junk DNA-Not So Useless After All."에 따르면 과거 과학자들은 이 98%의 DNA를 대체로 쓸모없다고 여겨 정크 DNA라 불렀지만 최근에는 그 중요성을 인지하고 있으며, 흥미롭게도 비번역 DNA의 비율은 복잡한 생물체일수록 높아지며 인간이 가장 큰 비중을 차지하고 있다고 설명했다. 또한 Danny Vendramini (2005) 연구에서는 비번역 DNA는 다양한 감정, 행동, 성격 특성을 유전하는 역할을 한다고 설명했다.

## ENCODE 프로젝트
2001년 인간 게놈 프로젝트에 의해 게놈의 30억쌍에 이르는 염기 서열 정보가 전적으로 해독되어 이로부터 이어지는 게놈 전체가 상호작용에서 어떻게 정보를 주고받는지 그 기능 차원에서 이해하려는 시도로 ENCODE 프로젝트(Encyclopedia of DNA Elements, ENCODE)가 시작되었다. 이 프로젝트는 그 과정에서 정크 DNA로 불렸던 비번역 DNA에도 유전자 발현의 조절에 관여하는 영역들이 확인되는 등 이에 대한 주요한 이해가 이루어졌다.

## 같이 보기
- 비번역 RNA
- 단속 평형이론
- 혹스 유전자
- 호메오박스
- 진화발생생물학
- 언어의 기원